# Hasan Şaş
Hasan Gökhan Şaş (n. 1 august 1976) este un fost fotbalist turc care a jucat pe poziția de mijlocaș, iar în prezent este antrenor secund la Galatasaray.
Hasan Şaş este cunoscut în special pentre perioada de timp petrecută Galatasaray și pentru evoluția sa cu naționala Turciei la Campionatul Mondial de Fotbal 2002, unde el a fost inclus în All-Star Team.

## Statistici carieră

### Club
| Club            | Sezon         | Campionat | Campionat | Cupă    | Cupă   | Cupa Ligii | Cupa Ligii | Europa  | Europa | Total   | Total  |
| Club            | Sezon         | Meciuri   | Goluri    | Meciuri | Goluri | Meciuri    | Goluri     | Meciuri | Goluri | Meciuri | Goluri |
| --------------- | ------------- | --------- | --------- | ------- | ------ | ---------- | ---------- | ------- | ------ | ------- | ------ |
| Adana Demirspor | 1994–95       | 3         | 0         | -       | -      | -          | -          | -       | -      | 3       | 0      |
| Adana Demirspor | Total         | 3         | 0         | 0       | 0      | 0          | 0          | 0       | 0      | 3       | 0      |
| Ankaragücü      | 1995–96       | 19        | 1         | -       | -      | -          | -          | -       | -      | 19      | 1      |
| Ankaragücü      | 1996–97       | 29        | 6         | -       | -      | -          | -          | -       | -      | 29      | 6      |
| Ankaragücü      | 1997–98       | 32        | 2         | -       | -      | -          | -          | -       | -      | 32      | 2      |
| Ankaragücü      | Total         | 80        | 9         | 0       | 0      | 0          | 0          | 0       | 0      | 80      | 9      |
| Galatasaray     | 1998–99       | 24        | 4         | -       | -      | -          | -          | 6       | 0      | 30      | 4      |
| Galatasaray     | 1999–00       | 25        | 3         | -       | -      | -          | -          | 4       | 0      | 29      | 3      |
| Galatasaray     | 2000–01       | 30        | 6         | -       | -      | -          | -          | 12      | 2      | 42      | 8      |
| Galatasaray     | 2001–02       | 27        | 2         | -       | -      | -          | -          | 11      | 0      | 38      | 2      |
| Galatasaray     | 2002–03       | 20        | 1         | 1       | 0      | -          | -          | 5       | 1      | 26      | 2      |
| Galatasaray     | 2003–04       | 22        | 2         | 1       | 0      | -          | -          | 7       | 1      | 30      | 3      |
| Galatasaray     | 2004–05       | 22        | 4         | -       | -      | -          | -          | -       | -      | 22      | 4      |
| Galatasaray     | 2005–06       | 26        | 2         | 4       | 0      | -          | -          | 2       | 0      | 32      | 2      |
| Galatasaray     | 2006–07       | 20        | 2         | 3       | 0      | -          | -          | 4       | 1      | 27      | 3      |
| Galatasaray     | 2007–08       | 10        | 1         | 4       | 0      | 1          | 0          | 4       | 0      | 19      | 1      |
| Galatasaray     | 2008–09       | 8         | 0         | 0       | 0      | -          | -          | 4       | 0      | 12      | 0      |
| Galatasaray     | Total         | 234       | 27        | 13      | 0      | 1          | 0          | 59      | 5      | 307     | 32     |
| Total carieră   | Total carieră | 317       | 36        | 13      | 0      | 1          | 0          | 59      | 5      | 390     | 41     |

### Internațional
| Turcia | Turcia  | Turcia |
| An     | Meciuri | Goluri |
| ------ | ------- | ------ |
| 1998   | 2       | 0      |
| 1999   | 0       | 0      |
| 2000   | 2       | 0      |
| 2001   | 9       | 0      |
| 2002   | 10      | 2      |
| 2003   | 6       | 0      |
| 2004   | 7       | 0      |
| 2005   | 3       | 0      |
| 2006   | 1       | 0      |
| Total  | 40      | 2      |

### Goluri internaționale
| #  | Data         | Stadion                                       | Oponent  | Scor | Rezultat   | Competiția                         |
| -- | ------------ | --------------------------------------------- | -------- | ---- | ---------- | ---------------------------------- |
| 1. | 3 June 2002  | Munsu Cup Stadium, Ulsan, Coreea de Sud       | Brazilia | 2–1  | Înfrângere | Campionatul Mondial de Fotbal 2002 |
| 2. | 13 June 2002 | Seoul World Cup Stadium, Seoul, Coreea de Sud | China    | 3–0  | Victorie   | Campionatul Mondial de Fotbal 2002 |

## Palmares
- Galatasaray
  - Superliga Turciei: 5 (1998–99, 1999-00, 2001–02, 2005–06, 2007–08)
  - Cupa Turciei: 3 (1998–99, 1999–00, 2004–05)
  - Cupa TSYD: 2 (1998–99, 1999–00)
  - Supercupa Turciei: 1 (2008)
  - Cupa UEFA: 1 (2000)
  - Supercupa Europei: 1 (2000)
- Turcia
  - Campionatul Mondial de Fotbal 2002: Locul 3

Individual
- Campionatul Mondial de Fotbal 2002: All-Star Team